# Luxgen S5
Luxgen S5, раніше відомий як Luxgen5 Sedan — це 5-місний компактний седан, який вироблявся тайванською автомобільною компанією Luxgen.

## Огляд

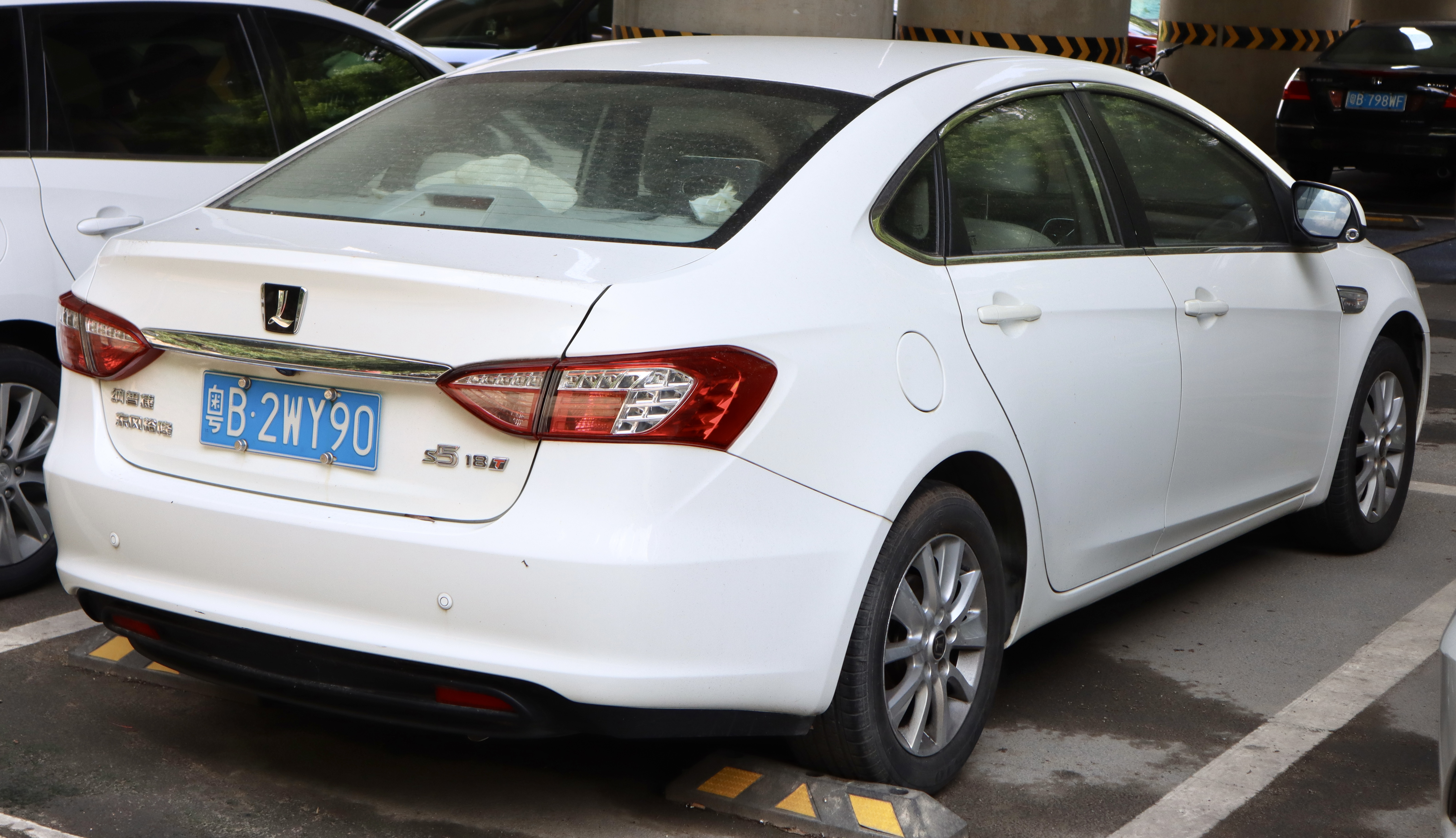
Вид ззаду

S5 — це перший автомобіль, повністю розроблений на Тайвані. Він був розроблений Технічним центром автомобільної інформації Hua-chuang (HAITEC) та його дизайнерським центром під керівництвом Джеймса С. Шира. Він був представлений у листопаді 2011 року як електричний концепт-кар Neora на автосалоні в Тайбеї, офіційно представлений у другому кварталі 2012 року.  Luxgen5 Sedan — перший седан серії Luxgen. Він має 1,8-літровий бензиновий двигун з турбонаддувом або 2,0-літровий 4-циліндровий бензиновий двигун з турбонаддувом, що видає 191 к.с. (2,0 л) або 171 к.с. (1,8 л). Він також має функції Think+ і Eagle View для нічного бачення та огляду на 360 градусів. Стартова ціна – близько 23 тисяч доларів.